# Premio Bartolomé Hidalgo
El Premio Bartolomé Hidalgo es un certamen de literatura de Uruguay, creado y organizado por la Cámara Uruguaya del Libro (CUL) desde 1988, que se entregó por primera vez en el Festival del Libro Nacional de ese año, y actualmente se entrega como parte de la Feria Internacional del Libro de Montevideo. Estos galardones llevan su nombre por el escritor y poeta Bartolomé Hidalgo, uno de los fundadores de la literatura gauchesca.
En 2006, el Premio Bartolomé Hidalgo toma el formato definitivo que perdura hasta el día de hoy, que consiste en el nombramiento por parte del directorio de la CUL. De tres jurados de incuestionable solvencia por cada género a tratar, quienes eligen primero una terna final y posteriormente los ganadores de cada categoría como mejores libros uruguayos del período.

## Premiados
Premio voto popular
- 2001: Mario Benedetti (único año en que se convocó)

Premio Trayectoria
- 2002: Carlos Maggi (primer año en que se entregó)
- 2003: Arturo Ardao
- 2004: Aníbal Barrios Pintos
- 2005: Antonio Taco Larreta
- 2006: Idea Vilariño
- 2007: Mario Benedetti
- 2008: Eduardo Galeano
- 2009: Roy Berocay
- 2010: Circe Maia
- 2011: Tomás de Mattos
- 2012: Juan Grompone
- 2013: Mauricio Rosencof
- 2014: Daniel Vidart
- 2015: Jorge Arbeleche
- 2016: Benjaním Nahum
- 2017: Ida Vitale
- 2018: Hugo Burel
- 2019: César di Candia
- 2020-2021: Hugo Achugar
- 2022: Carlos Liscano
- 2023: Cristina Peri Rossi
- 2024, Gerardo Caetano

Narrativa Infantil y juvenil
- 1988: Mauricio Rosencof por Vincha Brava
- 1989: No se convocó la categoría
- 1990: Esteban Stancov por El manchado y yo
- 1991: Luis Neira, por Cuentos del folklore mágico uruguayo
- 1992: Roy Berocay, por El misterio de la caja habladora
- 1993: Ignacio Martíez, por Milpa y Tizoc. Herederos de las piedras y el maíz
- 1994: Fernando González, por El libro de los dragones
- 1995: Ana Barrios Camponovo, por Juan y la bicicleta encantada
- 1996: No se convocó la categoría
- 1997 a 2000: No se convocó el Premio
- 2001: No se convocó la categoría
- 2002: Ignacio Martínez
- 2003: Helen Velando y Magdalena Helguera
- 2004: Gabriela Armand Ugon, por Martín y la leyenda del barco fantasma
- 2005: Federico Ivanier, por Martina Valiente II, la cara del miedo
- 2006: Roy Berocay, por Ruperto y los extraterrestres
- 2007: Isabel Amorín, por El arcón viajero
- 2008: Lia Schenk, por Historias de pueblo chico
- 2009: Adriana Cabrera Esteve, por Guidaí en tiempos de piratas
- 2010: Gabriel Aznarez, por Los Andaluins y los talismanes sagrados
- 2011: Germán Machado, por Tamanduá Killer
- 2012: Marcos Vázquez, por La leyenda de Laridia
- 2013: Laura Santullo, por Un globo de Cantoya
- 2014: Franklin Secco, por Sara y los gitanos. Sara en el chorro
- 2015: Susana Aliano y Mauricio Marra, por Chiche, mi ovejero y Federico Ivanier por "Tatuajes rojos"
- 2016: Eloísa Figueredo y Genoveva Perez, por Arriba en las ramas
- 2017: Helen Velando, por La trapecista solitaria
- 2018: Virginia Brown y Mauricio Marra, por Besitos
- 2019: Gabriela Armand Ugon, por Buscando tesoros
- 2020: Federico Ivanier, por Nunca digas su nombre
- 2021: Martín Otheguy, por El invierno es un lobo que viene del norte
- 2022: Marcos Llemes, por Bruno y la nube con forma de dragón
- 2023: Cameron y Nat Cardozo, por Margaret y la flor de la luna
- 2024, Gabriela Mirza por Pompas

Poesía
- 1988: Washington Benavides por Fotos
- 1989: No se convocó la categoría
- 1990: Amanda Berenguer, por La dama de Elche
- 1991 y 1992: No se convocó la categoría
- 1993: Washington Benavides, por Lección de exorcista
- 1994: No se convocó la categoría
- 1995: Idea Vilariño, por Poesía (1945-1990)
- 1996: No se convocó la categoría
- 1997 a 2000: No se convocó el Premio
- 2001 a 2006: No se convocó la categoría
- 2007: Ivonne Trías, por La tienta
- 2008: Alfredo Fressia, por Senryu o el árbol de las sílabas
- 2009: Tatiana Oroño, por La piedra nada sabe
- 2010: Jorge Arbeleche, por La Sagrada Familia
- 2011: Mariella Nigro, por Después del nombre
- 2012: Salvador Puig, por Apalabrados
- 2013: Rafael Courtoisie, por Santa poesía
- 2014: Eduardo Nogareda, por Los hornos
- 2015: Circe Maia, por Dualidades
- 2016: Daniel Cristaldo, por Todo deseo de jardín decide
- 2017: Hebert Benítez Pezzolano, por Sesquicentenario
- 2018: Víctor Guichón, por Acá
- 2019: Jorge Arbeleche, por La memoria obstinada de Puerto Vírgenes
- 2020: Roberto López Belloso, por poemas encontrados lejos de islandia
- 2021: Jorge Arbeleche, por Escrituras
- 2022: Alfredo Fressia, por Última Thule
- 2023: Tatiana Oroño, por Deriva
- 2024, Hugo Achugar por De qué va.

Narrativa
- 1988: No se convocó la categoría
- 1989: Tomás de Mattos por Bernabé, Bernabé
- 1990: Anderssen Banchero, por Los regresos
- 1991: Claudio Invernizzi, por La pulseada
- 1992: Carlos Liscano, por Agua estancada y otras historias
- 1993: Mario Levrero, por El lugar
- 1994: Juan Carlos Mondragón, por Mariposas bajo anestesia
- 1995: Teresa Porzecanski, por Perfumes de Cartago y Alicia Migdal, por Historia quieta
- 1996: Rafael Courtoisie, por Cadáveres exquisitos (cuento) y Carlos María Domínguez, por La mujer hablada (novela)
- 1997 a 2000: No se convocó el Premio
- 2001 y 2002: No se convocó la categoría
- 2003: Tomás de Mattos, por La puerta de la misericordia (No se convocó como Narrativa sino como Ficción)
- 2004: Hugo Burel, por Los inmortales (No se convocó como Narrativa sino como Ficción)
- 2005: Marcelo Estefanell, por El retorno de Don Quijote, caballero de los galgos (No se convocó como Narrativa sino como Ficción)
- 2006: Mario Levrero, por La novela luminosa (No se convocó como Narrativa sino como Ficción)
- 2007: Antonio Larreta, por Hola, che
- 2008: Fernando Butazzoni, por El profeta imperfecto
- 2009: Fernando Loustaunau, por Emma, karma de Borges
- 2010: Daniel Chavarría, por Viudas de sangre
- 2011: Tomás de Mattos, por El hombre de marzo, la búsqueda
- 2012: Gustavo Espinosa, por Las arañas de Marte
- 2013: Daniel Mella, por Lava
- 2014: Fernando Butazzoni, por Las cenizas del cóndor
- 2015: Roberto Appratto, por Como si fuera poco
- 2016: Gustavo Espinosa, por Todo termina aquí
- 2017: Daniel Mella, por El hermano mayor
- 2018: Mercedes Estramil, por Washed Tombs
- 2019: Claudio Invernizzi, por La memoria obstinada de Puerto Vírgenes
- 2020: Mercedes Estramil, por Mordida
- 2021: Fernanda Trías, por Mugre rosa
- 2022: Alberto Gallo, por Simioinglés
- 2023: Tamara Silva Bernaschina, por Desastres naturales
- 2024, Diego Recoba por El cielo visible.

Premio Revelación
- 2002: Andrea Blanqué, Natalia Mardero, Ana Ribeiro, Henry Trujillo y Helen Velando
- 2002: Susana Cabrera y Diego Braco
- 2003: Fernando Peláez, por De las cuevas al Solís
- 2004: Federico Ivanier
- 2005: Frances Van Hall, por Aprender computación a los 60
- 2006: Leonardo Borges, por Cual retazo
- 2007: Horacio López, por La vereda del destino
- 2008: Fernando Amado, por En Penumbras
- 2009: Gonzalo Cammarota, por Manual del perfecto votante
- 2010: Walter Abella, por Martin Aquino; el matrero
- 2011: Marcia Collazo
- 2012: Cecilia Curbelo
- 2013: No se entregó
- 2014: Adela Dubra, por Basta de tanto
- 2015: Andrea di Candia, por La partida
- 2016: Martín Lasalt
- 2017: Bernardo Wolloch, por Jorge Batlle; el profeta liberal
- 2018: Mary Núñez
- 2019: Damiano Tieri Marino, por Emilio Reus ¿Hacedor o villano?
- 2020-2021: Gonzalo Baz
- 2022: Sebastián Moreira
- 2023: Tamara Silva Bernaschina
- 2024, Lucas Silva